# Chilében történt légi közlekedési balesetek listája
A Chilében történt légi közlekedési balesetek listája mind a halálos áldozattal járó, mind pedig a kisebb balesetek, meghibásodások miatt történt, gyakran csak az adott légiforgalmi járművet érintő baleseteket is tartalmazza évenkénti bontásban.

## Chilében történt légi közlekedési balesetek

### 1961
- 1961. április 3., Andok, La Gotera-hegy. A LAN Chile légitársaság 621-es járata, egy Douglas DC–3-as típusú repülőgépe lezuhant. A gépen 20 fő utas és 4 fő személyzet tartózkodott. A balesetben mindannyian életüket vesztették.[1][2]

### 2017
- 2017. január 8., Dél-Chile. Egy kisrepülő lezuhant, feltehetően az erős széllökések miatt az ország déli részén. A balesetben 1 nő és három férfi vesztette életét.[3]